# KW Весов
KW Весов (лат. KW Librae) — одиночная переменная звезда в созвездии Весов на расстоянии (вычисленном из значения параллакса) приблизительно 13400 световых лет (около 4108 парсеков) от Солнца. Видимая звёздная величина звезды — от +14,17m до +13,64m.

## Характеристики
KW Весов — пульсирующая переменная звезда типа RR Лиры (RRAB).